# Danilo Nogueira
Danilo Eduardo Nogueira (Santo André, 26 de julho de 1983) é um atleta brasileiro de ginástica artística.
Começou a carreira de esportista nos tradicionais judô e natação, até chegar à ginástica, aos oito anos. Possui 1,76 m de altura e pesa 71 kg. Nos Jogos Pan-americanos de 2003, em Santo Domingo, e nos Jogos Pan-americanos, no Rio de Janeiro, em 2007, conquistou a medalha de prata.